# Ceruchus atavus
Ceruchus atavus là một loài bọ cánh cứng trong họ Lucanidae. Loài này được Fairmaire mô tả khoa học năm 1891.